# Saurauia chiliantha
Saurauia chiliantha là một loài thực vật có hoa trong họ Dương đào. Loài này được R.E. Schult. miêu tả khoa học đầu tiên năm 1943.